# جرج آدولف ارمان
 جرج آدولف ارمان (آلمانی: Georg Adolf Erman؛ زاده ۱۲ مهٔ ۱۸۰۶ – درگذشته ۱۲ ژوئیهٔ ۱۸۷۷) یک فیزیک‌دان اهل آلمان بود.